# Парк имени Младена Стояновича
Парк имени Младена Стояновича (серб. Парк Младен Стојановић) — крупнейший городской парк в Баня-Луке, столице Республики Сербской. Расположен в квартале Росуле, между улицей имени доктора Младена Стояновича и Бульваром Сербской армии, занимает площадь более 10 га. Используется для проведения концертов и спортивных соревнований, в том числе по теннису (клуб «Младост»). Назван в честь врача, деятеля Народно-освободительной армии Югославии и Народного героя Югославии доктора Младена Стояновича (18956—1942).

## Спорт и активный отдых
В пределах парка расположены теннисные корты клуба «Младост», велосипедные треки и беговые дорожки, площадки для игры в бочче, настольный теннис, баскетбол, мини-футбол, шахматы; теннисная стенка, площадка со спортивными снарядами, фонтаны и столовая. Одним из символов парка является расположенное в самом его «сердце» атомное убежище. Развитию рекреативной деятельности способствует ежегодная манифестация «Через фитнес к здоровью» (серб. Фитнесом до здравља), в ходе которой граждане могут заниматься фитнесом под руководством тренеров в течение месяца. В парке также проводятся разные концерты и учебные мероприятия.
В 1984 году был основан теннисный клуб «Младост» (текущее название с 1986 года), который располагается в этом парке. В распоряжении клуба находятся 13 теннисных кортов (10 — грунт, три — хард). Именно там стали проводиться первые профессиональные теннисные турниры в Боснии и Герцеговине (в том числе матчи в рамках Кубка Дэвиса с 2006 года). С 2002 года там проводится также турнир Banja Luka Challenger. В апреле 2023 года на открытых грунтовых кортах Национального теннисного центра Республики Сербской, расположенного в пределах парка, прошёл открытый чемпионат Республики Сербской — турнир в категории ATP 250. Вместимость центральной арены, принимавшей поединки, составляет 6 тысяч человек.

## Проект реконструкции
В 2008 году архитектурно-строительно-геодезический факультет Баня-Лукского университета предложил идейный проект реконструкции парка, в соответствии с которым парк и далее оставался «зелёной территорией0», но с новыми велосипедными дорожками и с молодыми деревьями вместо старых ветхих. По проекту в центре парка планировалось разместить комбинацию бассейна и фонтана, также предлагалось открыть аллею протяжённостью 320 м и смотровую башню, установить каменной таблички с основной информацией о парке и ещё много другого.